# Alexander Gordon-Lennox (politico)
Alexander Gordon-Lennox (14 giugno 1825 – 22 gennaio 1892) è stato un politico e militare inglese.

## Biografia
Alexander Gordo-Lennox era figlio quartogenito di Charles Lennox, V duca di Richmond e di sua moglie, lady Caroline Paget, figlia del Feldmaresciallo Henry Paget, I marchese di Anglesey. Charles Gordon-Lennox, VI duca di Richmond e lord Henry Lennox furono suoi fratelli maggiori e lord George Gordon-Lennox fu suo fratello minore.
Sin da giovane intraprese la carriera militare nell'esercito inglese raggiungendo il grado di capitano nelle Royal Horse Guards. Successivamente venne eletto membro del parlamento per la circoscrizione di New Shoreham nel 1849, rimanendovi sino al 1859.
Gordon-Lennox sposò Emily, figlia di Charles Towneley, nel 1863. Alexander morì nel gennaio del 1892 e la moglie morì nel dicembre di quello stesso anno.

## Ascendenza
|                                                |                                      |                                         | Genitori                                       |  |  | Nonni |  |  | Bisnonni         |  |  | Trisnonni                               |  |
|                                                |                                      |                                         |                                                |  |  |       |  |  | 8. George Lennox |  |  | 16. Charles Lennox, II duca di Richmond |  |
|                                                |                                      |                                         |                                                |  |  |       |  |  | 8. George Lennox |  |  | 16. Charles Lennox, II duca di Richmond |  |
|                                                |                                      | 17. Sarah Cadogan                       |                                                |  |  |       |  |  | 8. George Lennox |  |  |                                         |  |
| 4. Charles Lennox, IV duca di Richmond         |                                      |                                         |                                                |  |  |       |  |  | 8. George Lennox |  |  |                                         |  |
|                                                |                                      | 9. Louisa Kerr                          | 18. William Kerr, IV marchese di Lothian       |  |  |       |  |  |                  |  |  |                                         |  |
|                                                |                                      | 9. Louisa Kerr                          | 18. William Kerr, IV marchese di Lothian       |  |  |       |  |  |                  |  |  |                                         |  |
|                                                |                                      | 9. Louisa Kerr                          | 19. Caroline Darcy                             |  |  |       |  |  |                  |  |  |                                         |  |
| 2. Charles Gordon-Lennox, V duca di Richmond   |                                      | 9. Louisa Kerr                          |                                                |  |  |       |  |  |                  |  |  |                                         |  |
|                                                |                                      | 10. Alexander Gordon, IV duca di Gordon | 20. Cosmo Gordon, III duca di Gordon           |  |  |       |  |  |                  |  |  |                                         |  |
|                                                |                                      | 10. Alexander Gordon, IV duca di Gordon | 20. Cosmo Gordon, III duca di Gordon           |  |  |       |  |  |                  |  |  |                                         |  |
|                                                |                                      | 10. Alexander Gordon, IV duca di Gordon | 21. Catherine Gordon                           |  |  |       |  |  |                  |  |  |                                         |  |
| 5. Charlotte Gordon                            |                                      | 10. Alexander Gordon, IV duca di Gordon |                                                |  |  |       |  |  |                  |  |  |                                         |  |
|                                                |                                      | 11. Jane Maxwell                        | 22. William Maxwell, III baronetto di Monreith |  |  |       |  |  |                  |  |  |                                         |  |
|                                                |                                      | 11. Jane Maxwell                        | 22. William Maxwell, III baronetto di Monreith |  |  |       |  |  |                  |  |  |                                         |  |
|                                                |                                      | 11. Jane Maxwell                        | 23. Magdalena Blair                            |  |  |       |  |  |                  |  |  |                                         |  |
| 1. Alexander Gordon-Lennox                     |                                      | 11. Jane Maxwell                        |                                                |  |  |       |  |  |                  |  |  |                                         |  |
|                                                | 12. Henry Paget, I conte di Uxbridge | 24. Nicholas Bayly, II baronetto        |                                                |  |  |       |  |  |                  |  |  |                                         |  |
|                                                | 12. Henry Paget, I conte di Uxbridge | 24. Nicholas Bayly, II baronetto        |                                                |  |  |       |  |  |                  |  |  |                                         |  |
|                                                | 12. Henry Paget, I conte di Uxbridge | 25. Caroline Paget                      |                                                |  |  |       |  |  |                  |  |  |                                         |  |
| 6. Henry William Paget, I marchese di Anglesey | 12. Henry Paget, I conte di Uxbridge |                                         |                                                |  |  |       |  |  |                  |  |  |                                         |  |
|                                                |                                      | 13. Jane Champagné                      | 26. Arthur Champagné                           |  |  |       |  |  |                  |  |  |                                         |  |
|                                                |                                      | 13. Jane Champagné                      | 26. Arthur Champagné                           |  |  |       |  |  |                  |  |  |                                         |  |
|                                                |                                      | 13. Jane Champagné                      | 27. Marianne Hamon                             |  |  |       |  |  |                  |  |  |                                         |  |
| 3. Caroline Paget                              |                                      | 13. Jane Champagné                      |                                                |  |  |       |  |  |                  |  |  |                                         |  |
|                                                |                                      | 14. George Villiers, IV conte di Jersey | 28. William Villiers, III conte di Jersey      |  |  |       |  |  |                  |  |  |                                         |  |
|                                                |                                      | 14. George Villiers, IV conte di Jersey | 28. William Villiers, III conte di Jersey      |  |  |       |  |  |                  |  |  |                                         |  |
|                                                |                                      | 14. George Villiers, IV conte di Jersey | 29. Anne Egerton                               |  |  |       |  |  |                  |  |  |                                         |  |
| 7. Caroline Villiers                           |                                      | 14. George Villiers, IV conte di Jersey |                                                |  |  |       |  |  |                  |  |  |                                         |  |
|                                                |                                      | 15. Frances Twysden                     | 30. Philip Twysden, vescovo di Raphoe          |  |  |       |  |  |                  |  |  |                                         |  |
|                                                |                                      | 15. Frances Twysden                     | 30. Philip Twysden, vescovo di Raphoe          |  |  |       |  |  |                  |  |  |                                         |  |
|                                                |                                      | 15. Frances Twysden                     | 31. Frances Carter                             |  |  |       |  |  |                  |  |  |                                         |  |
|                                                |                                      | 15. Frances Twysden                     |                                                |  |  |       |  |  |                  |  |  |                                         |  |